# رباط طولی پشتی
رباط طولی پشتی یا خلفی (به انگلیسی: Posterior longitudinal ligament) رباطی است که در داخل مجرای نخاعی واقع شده و در طول ستون فقرات از استخوان پس سری تا خاجی (ساکروم) امتداد دارد. این رباط به قسمت پشتی (خلفی) جسم مهره‌ها و بخش محیطی دیسک‌های بین مهره‌ای اتصال دارد. ثبات ستون مهره‌ها به سالم بودن رباط‌ها، مفاصل بین مهره‌ای پشتی (فاست‌ها) و عضلات آن وابسته‌است.
ضایعه دیسک بین مهره‌ای در موارد پارگی بخش محیطی آن (آنولوس فیبروزوس)، یک عامل فشار به رباط طولی خلفی است که از طریق هسته دیسک اعمال می‌گردد و درصورت شدید بودن می‌تواند منجربه پارگی رباط و در نتیجه فشار بر روی نخاع یا ریشه‌های عصبی گردد. رباط طولی پشتی در ناحیه کمری ضخامت کمتری دارد و به همین دلیل مستعد آسیب بیشتری است. تحرک زیاد ستون فقرات کمری و ضعف این رباط در ناحیه کمر، مهم‌ترین عامل فتق دیسک بین مهره‌ای به ویژه در سطوح L5-S1 و L4-L5 است.

## نگارخانه

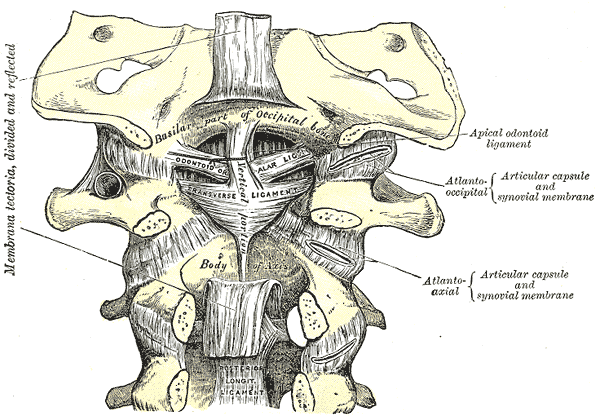